# Tama (Tokio)
Tama (多摩市 Tama-shi?) es una ciudad ubicada en Tokio Occidental, la parte occidental de la Metrópolis de Tokio, Japón.  En 2003, la ciudad tenía una población estimada de 145.722 habitantes, con una densidad de 6.912,81 personas por km², en un área total de 21 km². Tama fue el último pueblo en el antiguo distrito de Minamitama.
La población se fundó en 1889, con la fusión de diez aldeas pre-Meiji. La aldea fue nombrada pueblo el 1 de abril de 1964, y este último recibió el nivel de ciudad en noviembre de 1971, disolviendo así el distrito de Minamitama.
En Tama se encuentra el parque de diversiones Sanrio Puroland ("Hello Kitty-land").
- Wikimedia Commons alberga una categoría multimedia sobre Tama.

- Datos: Q213263
- Multimedia: Tama, Tokyo / Q213263

1. ↑  Ministerio de Asuntos Internos y Comunicaciones (10 de octubre de 2016). «都道府県コード及び市区町村コード» [Códigos de prefectura y municipales] (PDF) (en japonés). Consultado el 25 de enero de 2018.
2. ↑  Ministerio de Asuntos Internos y Comunicaciones (10 de octubre de 2016). «都道府県コード及び市区町村コード» [Códigos de prefectura y municipales] (XLS) (en japonés). Consultado el 25 de enero de 2018.